# Hucisko (powiat Lubliniecki)
Hucisko is een dorp in de Poolse woiwodschap Silezië. De plaats maakt deel uit van de gemeente Boronów en telt 124 inwoners.

## Verkeer en vervoer
- Station Hucisko